# Atmel

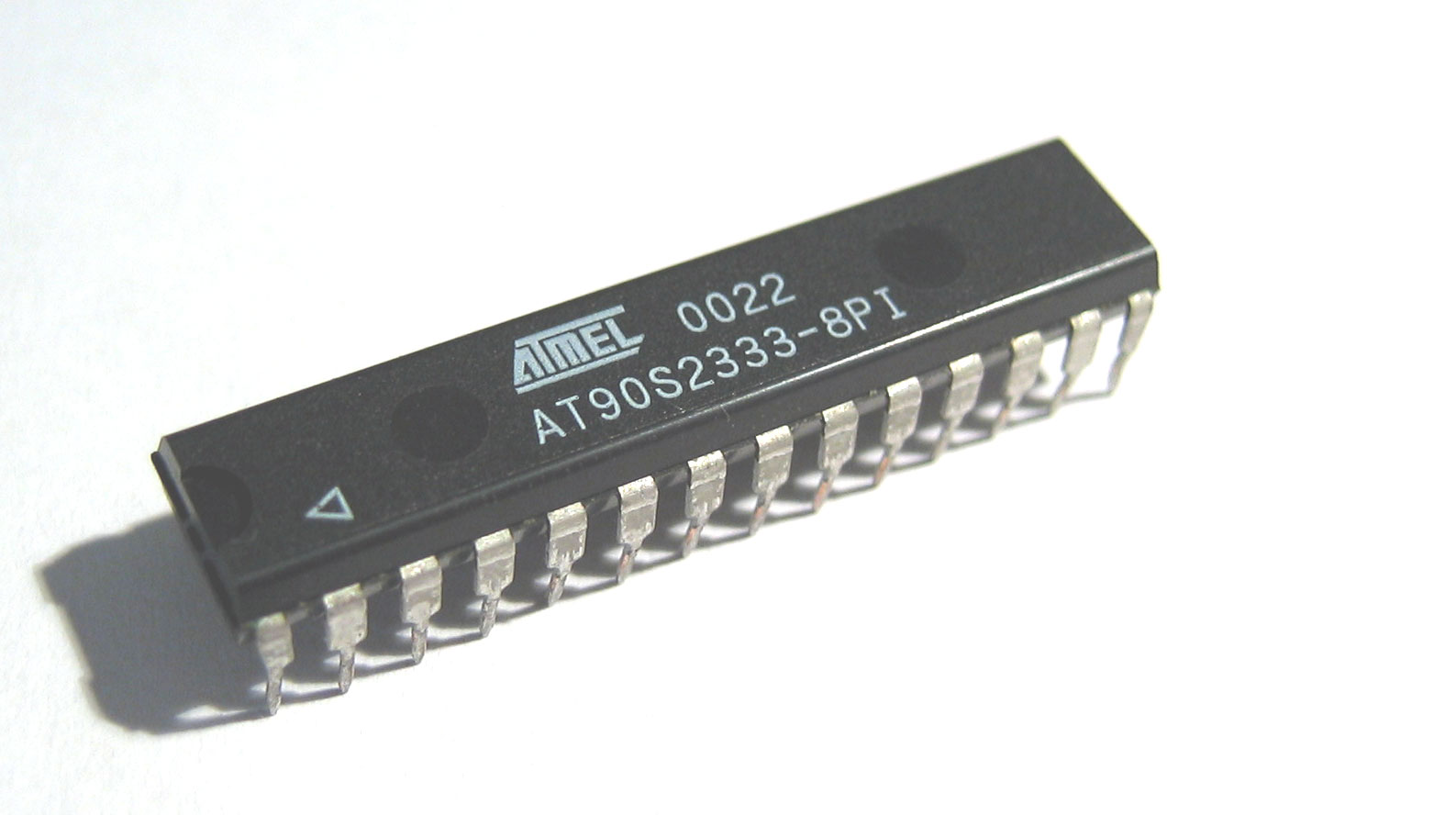
Układ firmy Atmel

Atmel Corporation – przedsiębiorstwo wytwarzające układy scalone. Założone w roku 1984 przez George'a Perlegosa. W roku 2016 przejęte przez Microchip Technology za kwotę 3,6 miliarda USD.
Produkuje między innymi:
- pamięci EEPROM i flash,
- 8-bitowe mikrokontrolery oparte na architekturze 8051,
- 8-bitowe mikrokontrolery oparte na własnej architekturze AVR,
- 32-bitowe mikrokontrolery oparte na architekturze ARM,
- 32-bitowe mikrokontrolery oparte na własnej architekturze AVR32,
- FPGA.